# Mateusz Banasiuk
Mateusz Banasiuk (Warschau, 1985) is een Pools acteur.